# IEEE 1584
IEEE Std 1584-2002 (Guía para elaborar cálculos de riesgo por destellos de arco) es un estándar del Institute of Electrical and Electronics Engineers que brinda un método para calcular la energía incidente de un evento de relámpago de arco.

## Propósito
El estándar IEEE 1584 fue desarrollado para ayudar a proteger a las personas del peligro causado frente a un relámpago de arco. A partir de la corriente de arco predicha y la energía incidente se seleccionan dispositivos de protección de sobrecorriente y equipo de protección personal (generalmente abreviado como EPP), así como la distancia de trabajo seguro. Como la magnitud de la corriente de arco está directamente relacionada con el grado de riesgo de arco, el arco es examinado como un parámetro del circuito. Además, en este documento se presentan ecuaciones simples y aproximadas para predecir la corriente de arco estimada, la potencia de arco, valores de energía incidente y rangos probables.
- Datos: Q5970244